# Озёрный (Красноярский край)
Озёрный — посёлок в Абанском районе Красноярского края России. Входит в состав Почетского сельсовета.

## География
Посёлок находится в северной части района, к югу от реки Бирюса, на расстоянии приблизительно 45 километров (по прямой) к северо-северо-востоку (NNE) от посёлка Абан, административного центра района. Абсолютная высота — 237 метров над уровнем моря.

## Население
| 1989 | 2002 | 2010 |
| ---- | ---- | ---- |
| 242  | ↘87  | ↘49  |

Гендерный состав
По данным Всероссийской переписи населения 2010 года 27 мужчин и 22 женщины из 49 чел.
Национальный состав
Согласно результатам переписи 2002 года, в национальной структуре населения русские составляли 88 % из 87 чел.

## Улицы
Уличная сеть посёлка состоит из 3 улиц:
- Луговая
- Терешковой
- Школьная